# Karolinowo (rejon postawski)

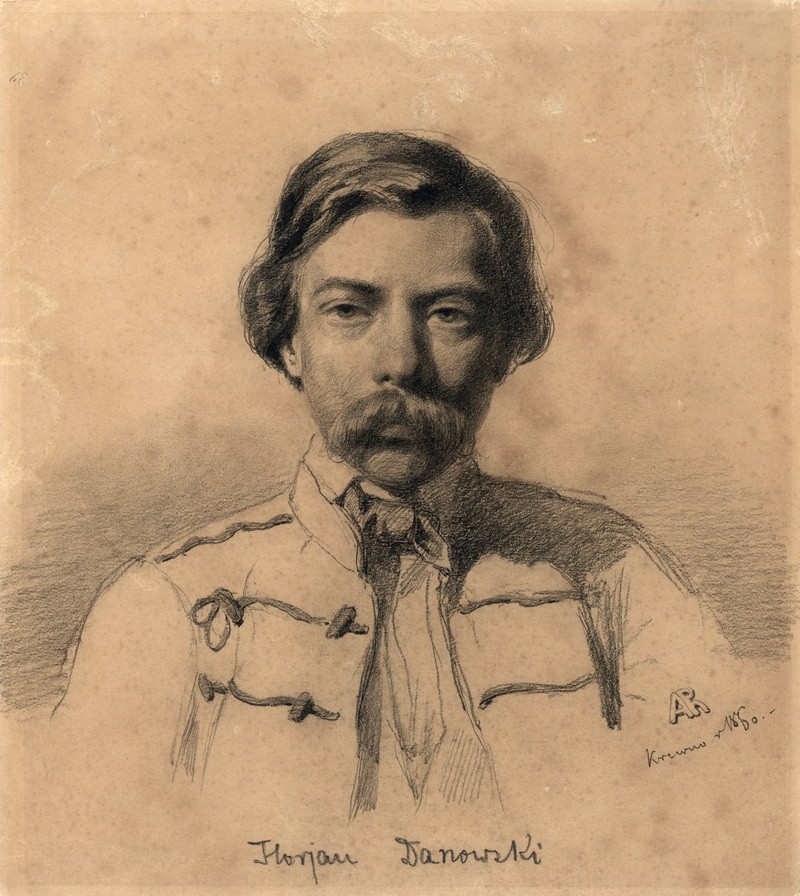
Szkic portretowy Floriana Danowskiego narysowany przez Alfreda Römera w 1860 roku

Karolinowo (biał. Каралінова; ros. Каролиново, również Karolinów) – wieś na Białorusi, w rejonie postawskim obwodu witebskiego, około 16 km na południowy zachód od Postaw.

## Historia
Do połowy XIX wieku majątek Karolinowo wchodził w skład klucza wiszniewskiego należącego do rodziny Sulistrowskich. Edmund Sulistrowski (1814–1871) podzielił klucz między swoje 4 córki i Karolinowo przypadło jego najmłodszej córce, Wandzie (1853–1897), która wyszła za Alfreda Izydora Römera. Ostatnią właścicielką Karolinowa przed 1939 rokiem była ich córka Helena Romer-Ochenkowska.
Po II rozbiorze Polski w 1793 roku dobra te, wcześniej leżące na terenie województwa wileńskiego Rzeczypospolitej, znalazły się na terenie powiatu święciańskiego (ujezdu) guberni wileńskiej. Po wojnie polsko-bolszewickiej Karolinowo wróciło do Polski, należało do gminy Komaje. W związku z powstaniem Litwy Środkowej 9 października 1920 roku gmina wraz z główną częścią powiatu święciańskiego znalazła się w jej strukturach. 13 kwietnia 1922 roku gmina weszła w skład objętej władzą polską Ziemi Wileńskiej, przekształconej 20 stycznia 1926 roku w województwo wileńskie. Wieś leżała na terenie powiatu postawskiego. W okresie II Rzeczypospolitej osadnikami wojskowymi w Karolinowie zostali: kpt. Antoni Dubiński (nr 3), szer. Jan Hajkiewicz (nr 5), kpr. Olgierd Stanisław Hapanowicz (nr 6), szer. Wojciech Obrzut (nr 5, 6), st. wachm. Ludwik Żuzeszchowski.
Od 1945 roku Karolinowo leżało na obszarze ZSRR, od 1991 jest wsią na terenie Republiki Białorusi.
Alfred Römer namalował (zapewne tutaj) w 1860 roku portret Floriana Danowskiego (1825–1902) założyciela Związku Braterskiego Młodzieży Litewskiej. Florian Danowski pochowany jest na wiejskim cmentarzyku w sąsiedniej wiosce Koniabicze, odległej o 1 km na zachód.
Na południowo-zachodnim krańcu wioski (w połowie drogi do Koniabicz) znajduje się cmentarzyk żołnierzy francuskich z 1812 roku.
W latach 70. XIX wieku w folwarku mieszkało 7 osób, wszyscy katolicy. W 1931 roku w majątku mieszkało 60 osób, a 2009 roku w wiosce Karolinowo mieszkało 17 osób.

## Nieistniejący dwór

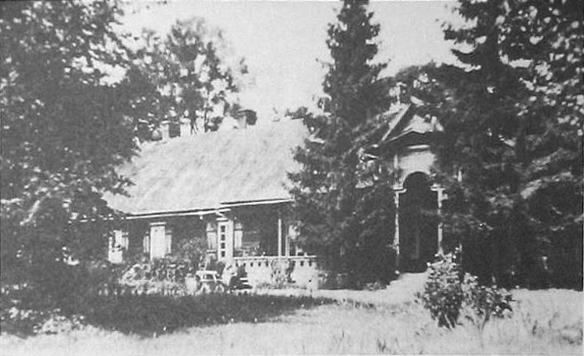
Dwór Römerów w dwudziestoleciu międzywojennym

Pod koniec XVIII wieku lub na początku XIX wieku Sulistrowscy wznieśli tu obszerny, najprawdopodobniej modrzewiowy, parterowy, dwór z gankiem, którego filary podtrzymywały arkadę i trójkątny szczyt. Ganek usytuowany był niesymetrycznie, w prawej części frontowej elewacji. Obok ganku znajdowała się obszerna weranda. Dom był przykryty wysokim, gładkim, dwuspadowym dachem gontowym. Do głównego korpusu przylegało później dobudowane, krótsze, prostopadłe skrzydło boczne, również parterowe, ale z mansardowym dachem półszczytowym. Nie wiadomo kiedy do głównego korpusu dobudowano jeszcze dwa przedsionki i werandę przy ścianie szczytowej.
Dwór, który początkowo mógł służyć jako siedziba administratora, był otoczony parkiem ze starymi drzewami.
Dom dotrwał do dzisiejszych czasów. Po II wojnie światowej działała w nim wiejska szkoła. W XXI wieku budynek nie jest wykorzystywany i popada w ruinę. Na budynku wisi tablica pamiątkowa poświęcona Alfredowi Römerowi. Wokół domu pozostały resztki parku, a niedaleko stoją jeszcze ruiny dwóch budynków gospodarczych: drewniono-murowanego i ceglanego.
Majątek Karolinów został opisany w 4. tomie Dziejów rezydencji na dawnych kresach Rzeczypospolitej Romana Aftanazego.